# جوك وايت
جوك وايت (بالإنجليزية: Jock White)‏ (27 أكتوبر 1897 في المملكة المتحدة - 1986) هو لاعب كرة قدم بريطاني (وحمل سابقاً جنسية المملكة المتحدة لبريطانيا العظمى وأيرلندا) في مركز مهاجم داخلي. شارك مع منتخب اسكتلندا لكرة القدم. أما مع النوادي، فقد لعب مع ليدز يونايتد ونادي مارغيت وهارت أوف ميدلوثيان ونادي ألبيون روفرز ورابطة كرة القدم الاسكتلندية الحادية عشر ‏.